# Aplonis opaca
Aplonis opaca е вид птица от семейство Скорецови (Sturnidae).

## Разпространение
Видът е разпространен в Гуам, Микронезия, Палау и Северни Мариански острови.